# Рудской, Андрей Иванович
Андре́й Ива́нович Рудско́й (род. 19 февраля 1957, село Цабелевка Фёдоровского района Кустанайской области Казахской ССР) — российский учёный, специалист в области термомеханической обработки металлов и широкого класса современных материалов. Доктор технических наук, профессор, академик РАН (2016). Ректор Санкт-Петербургского политехнического университета (СПбПУ) Петра Великого с 2011 года. Председатель СПбО РАН с 2023 года, вице-президент РАН с 2025 года.

## Биография

### Становление
В 1975 году поступил на физико-металлургический факультет Ленинградского политехнического института (ЛПИ, ныне СПбПУ), который окончил в 1981 году по специальности «обработка металлов давлением».
Ученик профессора А. К. Григорьева. В 1985 г. защитил кандидатскую, а 15 октября 1998 г. — докторскую («Разработка новых порошковых материалов и развитие теории их пластического деформирования с целью получения изделий со специальными физико-механическими свойствами»; официальные оппоненты А. М. Вербловский, Я. М. Виторский, К. К. Мертенс) диссертации, посвящённые теории и практическому применению процессов пластического деформирования широкого класса материалов.
В 1993 г. окончил Академию народного хозяйства при Правительстве РФ.

### Научная карьера
С 1978 г. занимался научной и педагогической деятельностью на кафедре пластической обработки металлов ЛПИ. С 1985 года — преподаватель, а c 2001 года — заведующий этой кафедрой. В 2000 году ему было присвоено звание профессора. В 2007 г. назначен научным руководителем Научно-инновационного института материалов и технологий СПбГПУ. С 2003 по 2011 годы — первый проректор СПбГПУ. С мая 2011 — ректор университета.
А. И. Рудской возглавляет научную школу «Новые функциональные материалы, технологии их получения и обработки». Её коллектив разрабатывает теоретические основы и создаёт высокоэффективные технологии получения наноструктурированных материалов с высокими эксплуатационными и физико-химическими свойствами. Результаты этих работ имеют фундаментальный характер и нашли широкое применение в промышленности, в частности в порошковой металлургии, приборостроении, космической технике, транспорте, оборонной и других отраслях.
29 мая 2008 года избран членом-корреспондентом РАН по Отделению нанотехнологий и информационных технологий (специальность «нанотехнологии»). 28 октября 2016 года избран академиком РАН по Отделению химии и наук о материалах (секция наук о материалах). 24 октября 2023 года избран председателем Санкт-Петербургского отделения Российской академии наук; ранее с июня 2023 являлся и. о. председателя. В мае 2024 г. было принято решение о выдвижении Рудского на пост вице-президента РАН, в мае 2025 г. избран на должность.

### Публикации
Автор и соавтор около 300 научных работ, в том числе 19 монографий.

### Советы, комиссии
- член правительственной комиссии по модернизации экономики и инновационному развитию России.
- председатель Совета по грантам Президента РФ для государственной поддержки молодых российских учёных и по государственной поддержке ведущих научных школ РФ.
- сопредседатель координационного совета по области образования «Инженерное дело, технологии и технические науки» при Минобрнауки России.
- член ВАК (ранее — член её президиума).
- член межведомственного совета по присуждению премий Правительства РФ в области науки и техники.
- член комиссии по присуждению премий Правительства Санкт-Петербурга за выдающиеся достижения в области высшего и среднего профессионального образования.
- президент Российской ассоциации международного сотрудничества «Общество дружбы с Турцией».
- главный редактор 5 научных журналов, председатель организационных и программных Комитетов более 10 крупных международных конференций.
- входит в состав научно-технических советов при руководителях крупных регионов (Санкт-Петербург, Ленинградская область, Республика Мордовия, Самарская область и др.).
- председатель докторского диссертационного совета, член межведомственного научного совета Северо-Запада РФ.

## Санкции
6 марта 2022 года после вторжения России на Украину подписал письмо в поддержку российской агрессии. С 9 июня 2022 года находится под персональными санкциями Украины за поддержку войны. Также был внесён ФБК в список коррупционеров и разжигателей войны за поддержку нападения на Украину, 16 марта 2022 года форумом свободной России внесён в «Список Путина» и доклад «поджигателей войны» с предложением введения против него международных санкций.

## Награды
Государственные
- медаль «В память 300-летия Санкт-Петербурга» (2003)
- нагрудный знак «Почётный работник высшего профессионального образования Российской Федерации» (2007)
- премия Правительства Российской Федерации в области образования (2008)
- медаль ордена «За заслуги перед Отечеством» II степени (2008)
- Премия Правительства Российской Федерации в области науки и техники (20 февраля 2014) — за разработку и внедрение новых интеллектуальных технологий пространственно-временного управления динамикой сложных технических систем в условиях неопределенности и конфликтной информационной обстановки
- медаль ордена «За заслуги перед Отечеством» I степени (2015)[11]
- орден «За заслуги перед Отечеством» IV степени (2021)[12]

Общественные
- премия-медаль им. В. Е. Грум-Гржимайло в области автоматизации и проектирования технологических процессов (2008)
- премия имени Д. К. Чернова в области материаловедения (2009)
- почётный доктор Ченстоховского политехнического университета (Республика Польша — 2015)
- почётный доктор Бранденбургского технического университета Котбус-Зенфтенберг (Германия — 2017)
- почётный профессор университета Цинхуа (КНР — 2019)
- почётный сенатор Ганноверского университета имени Готфрида Вильгельма Лейбница (Германия — 2019)
- почётный доктор Сити Университета Лондона (Великобритания — 2019).
- медаль И. Ньютона
- медаль им. М. Планка
- юбилейная медаль «МПА СНГ. 30 лет» (16 ноября 2023 года, Межпарламентская ассамблея СНГ) — за заслуги в деле развития и укрепления парламентаризма, за вклад в развитие и совершенствование правовых основ функционирования Содружества Независимых Государств, укрепление международных связей и межпарламентского сотрудничества[13]
- золотая медаль имени Д. К. Чернова за цикл работ «Новые технологии термопластической обработки широкого класса материалов, обеспечивающие высокие физико-химические и эксплуатационные свойства металлов, композиционных материалов и специальных материалов широкого назначения» (2024, вручена в 2025)[5].